# نمنگان
نَمَنگان سومین شهر بزرگ کشور ازبکستان و مرکز ولایت نمنگان است.

## جغرافیا
جمعیت این شهر در سال ۱۹۹۹ میلادی ۳۷۶٬۶۰۰ نفر بود. نمنگان در حاشیهٔ شمالی درهٔ فرغانه و در شرق ازبکستان قرار گرفته‌است. باشندگان این شهر اکثراً ازبک‌ها و تاجیک‌ها هستند.
شهر نمنگان در ۴۳۰ کیلومتری شرق تاشکند، ۶۵ کیلومتری غرب اندیجان و ۷۵ کیلومتری شمال فرغانه قرار گرفته‌است. ارتفاع آن از سطح دریا ۴۷۶ متر است. در حاشیهٔ جنوبی شهر نمنگان، دو رودخانهٔ قره‌دریا و نارین به هم پیوسته و تشکیل رود سیردریا را می‌دهند.
منطقهٔ شاهند از مناطق اصلی خوش‌آب‌وهوا و گردشی نمنگان است.

## تاریخچه
همانگونه که از ریشهٔ ایرانی نام نمنگان بر می‌آید، این شهر از نشیمنگاه‌های بومیان ایرانی آسیای میانه بوده‌است. نام این شهر از معدن‌های (کان‌ها) نمکی که در محل موجود است گرفته شده و شکل نمک‌کان بعداً به صورت نمنگان درآمده‌است.
شهر نمنگان از سدهٔ ۱۵ میلادی در تاریخ‌ها ذکر شده و در میانهٔ سدهٔ ۱۸، بخشی از خانات خوقند بشمار می‌آمده‌است.
به هنگام تسخیر منطقه بدست روس‌ها، نمنگان با ۲۰ مدرسهٔ اسلامی و بیش از ۶۰۰ مسجد یکی از دژهای فرهنگ اسلامی در منطقه بشمار می‌آمد.
امروزه نیز نمنگان از مذهبی‌ترین شهرهای ازبکستان و آسیای میانه‌است و بنیادگرایی به شیوهٔ وهابی در آن ریشه دوانده و خطری برای ثبات ازبکستان ایجاد کرده‌است.

## اماکن تاریخی و گردشگری
- ویرانه‌های شهر باستان اَخسیکَت
- مسجد آته ولیخان تور
- مجموعه معماری خواجه امین کبری
- مدرسه ملا قرقیز